# Napalm (bar)
Napalm foi uma casa de shows localizada no centro de São Paulo. O bar, criado pelo empresário Ricardo Lobo inspirado nos "inferninhos" novaiorquinos CBGB e Max's Kansas City, funcionou entre os meses de julho e novembro de 1983 e teve a apresentação de uma nova geração de músicos do punk e do rock brasileiro dos anos 80.
A história da casa foi retratada no documentário Napalm: O Som da Cidade Industrial, dirigido pelo jornalista Ricardo Alexandre.

## História
Localizada no Centro de São Paulo, na Rua Marques de Itu nº 392, próximo ao "Minhocão", o Napalm foi inaugurado numa quinta-feira, dia 28 de julho de 1983, por Ricardo Lobo.
Misturando shows ao vivo, discotecagem de vanguarda e vídeos em seu “moderno” sistema interno de televisão, a casa rapidamente virou ponto de encontro dos jovens que moldaram o lado mais cinzento do rock brasileiro dos anos 80.
Os funcionários do bar eram jovens punks que frequentavam a região, como João Gordo que era barman, e Clemente Nascimento que era segurança, Mingau, entre outros. Após encontrar 100 gramas de maconha de João Gordo no depósito, o dono da casa mandou Clemente, Gordo e Mingau embora.
O show de inauguração foi com as bandas Inocentes e Ratos de Porão. Nos palcos do Napalm, também foi realizado o último show da primeira fase da banda Inocentes.
Foi ali que os grupos de Brasília tocaram em São Paulo pela primeira vez, como a Legião Urbana, que foi mal recebida pelos punks que frequentavam o local, aos gritos de "Toca mais forte, filho de general!". Neste bar, Dado Villa-Lobos conheceu sua esposa, Fernanda, que era promoter do local, apresentada por Nasi, do Ira!.
Ricardo filmou quase todas as apresentações da casa. Após uma polemica gerada com as bandas, que queriam receber pela filmagem, a partir do show da Legião Urbana as gravações deixaram de acontecer.
O poeta Ciro Pessoa definiu a casa como "uma garagem acinzentada e sombria, mas com um palco grande o suficiente para abrigar uma banda de rock" e "O Napalm funcionou como um catalisador de vital importância para a consolidação de um som que anos depois dominaria o Brasil de norte a sul".